# 蒲浪縣
蒲浪縣，是明代交阯承宣布政使司順化府化州下轄的一個縣，治所約在今越南承天省西部香江上游地區。其境內有海葛山，出產香木，又有左江、右江，通化州三岐江。

## 沿革
- 永樂五年（1407年）六月癸未置，屬順化府化州領[3][4][5][6][7][8]。
- 永樂十七年九月丙辰，並蒲浪縣入化州[9][10]。
- 宣德元年二月己卯，交阯土官蒲浪縣丞黎已牢等以考滿至京，進土絹、衣香[11]。